# Assassin's Creed Rogue
Assassin's Creed Rogue este un joc video de acțiune-aventură, dezvoltat de Ubisoft Sofia și publicat de Ubisoft. Este cel de-al șaptelea titlu din ramura principală a seriei Assassin's Creed, o continuare a jocului Assassin's Creed IV: Black Flag (2013) și un prequel al jocului Assassin's Creed III (2012), misiunea finală fiind începutul lui Assassin's Creed Unity (2014). A fost ultimul joc Assassin's Creed lansat pentru platformele PlayStation 3 și Xbox 360, Ubisoft anunțând nu va mai lansa jocuri pentru aceste platforme, excepție făcând doar seria Just Dance. Jocul a fost lansat prima oară pentru PlayStation 3 și Xbox 360 în noiembrie și decembrie 2014, după care a fost lansat și pentru Microsoft Windows în data de 10 martie 2015. O versiune remasterizată a fost lansată pentru PlayStation 4 și Xbox One pe 20 martie 2018.
Acțiunea poveștii are loc într-o istorie ficțională a evenimentelor din viața reală și urmărește bătălia dintre Asasini, care luptă pentru pace prin libertate, și Templieri, care doresc pace prin control. Povestea are loc la mijlocul secolului 18, în timpul Războiului de Șapte Ani, și îl urmărește pe Shay Patrick Cormac, fost Asasin devenit Templier. Gameplay-ul în Rogue este foarte similar cu cel din Black Flag, cu un amestec între explorarea navală și explorarea third-person pe uscat, existând, însă, și unele funcții noi.
După lansare, Rogue a primit recenzii mixte; majoritatea criticilor au lăudat faptul că îți poți asuma rolul unui Templier, povestea matură, protagonistul complex, descrierea sofistică a luptei dintre Templieri și Asasini și adăugările făcute gameplay-ului tradițional și naval al seriei, criticând, în schimb, lipsa de idei noi și asemănările cu Black Flag.

## Gameplay
Assassin's Creed Rogue este un joc de acțiune-aventură și stealth, ce are loc într-un mediu open world. Aspectele navale din jocurile anterioare se întorc, jucătorul controlând vasul lui Shay, Morrígan. Morrígan are un pescaj mai mic decât cel al vasului lui Edward Kenway din Assassin's Creed IV: Black Flag, Jackdaw, ceea ce îi permite și traversarea râurilor. Noile funcții includ noi arme pentru navă, precum uleiul ce poate fi împrăștiat și aprins, mitralierele, dar și abilitatea inamicilor de a aborda Morrígan-ul în timpul luptelor navă-contra-navă. Mediul arctic încurajează gameplay-ul naval și explorarea, deoarece anumite aisberguri pot fi izbite cu un spărgător de gheață. Scufundările din Black Flag nu pot fi practicate în Atlanticul de Nord, de vreme ce viața jucătorului scade rapid din cauza apelor înghețate.
Pentru lupta pe uscat, jocul introduce o armă cu aer comprimat, care îi permite jucătorului să execute silențios inamicii de la distanță. Arma poate fi îmbunătățită cu diferite proiectile, precum explozibili. Jucătorul poate folosi și aruncătorul de grenade, care poate trage cu grenade-șrapnel. Luptele corp-la-corp au fost puțin schimbate, iar acum atacurile inamicilor pot fi parate cu precizie, similar cu seria Batman: Arkham. Inamicii Asasini se pot ascunde în tufișuri, se pot amesteca în mulțimi și pot executa atacuri aeriene împotriva jucătorului. Gazul otrăvitor poate fi folosit acum ca și armă, iar Shay are o mască care îi poate diminua efectele.
Misiunile secundare și activitățile se întorc și ele, unele dintre ele bazându-se pe jocurile anterioare. Deoarece Shay este un Templier, jocul introduce un nou tip de misiune secundară: Assassin Interception. Acestea sunt asemănătoare cu misiunile secundare ale Asasinilor din jocurile anterioare. Shay, după ce interceptează un porumbel mesager ce transportă un contract de asasinare, trebuie să prevină moartea unui Templier prin găsirea și omorârea Asasinilor ascunși prin apropiere.
Jocul conține și bătălii cu nave legendare. Pentru a le distruge, jucătorul va trebui să îmbunătățească Morrígan-ul pe parcursul jocului.

## Povestea
Povestea din prezent începe la un an după evenimentele din Black Flag, cu un jucător-personaj anonim care lucrează pentru Abstergo Entertainment. În timp ce acesta retrăiește memoriile lui Shay Patrick Cormac, un Asasin irlandez din timpul Războiului Franco-Indian, ei găsesc, neintenționat, un fișier ce corupe severele Absergo. Clădirea este închisă, iar jucătorul este recrutat de Melanie Lemay pentru a continua explorarea memoriilor lui Cormac, cu intenția de a curăța sistemul.
Cormac este un personaj nou în Frăția Asasinilor, superiorul său fiind Achilles Davenport. Achilles vede potențial în el, dar Cormac devine insuportabil. Crezând că dacă va avea un rol mai important în Frăție el va deveni un Asasin mai bun, Achilles îl pune pe Cormac la cârma noii sale nave, Morrígan, după care îl trimite să urmărească un Templier care încearcă să descifreze un artefact Precursor ce conține locațiile anumitor Piese ale Edenului. Artefactul, o cutie din lemn, a fost furat de la Asasini în urma unui cutremur puternic, ce a avut loc în Haiti cu câțiva ani în urmă. Cu ajutorul lui Benjamin Franklin, o Piesă este localizată în Lisabona, iar Cormac este trimis să o recupereze.
Cu toate acestea, Cormac începe să pună la îndoială motivele Asasinilor și nu este satisfăcut după ce îl asasinează pe Lawrence Washington, care era deja muribund din cauza tuberculozei. Călătorește la Lisabona, unde recuperează Piesa Edenului, care declanșează un cutremur ce distruge orașul. Amintindu-și de evenimentele similare din Haiti, Cormac este îngrozit după ce află că Achilles și Asasinii intenționează să găsească restul de Piese ale Edenului. Cormac fură un manuscris necesar găsirii artefactului și fuge, în timp ce Asasinii îl urmăresc. Confruntat pe marginea unei prăpastii, el decide să se sinucidă și să îngroape manuscrisul în apele Atlanticului, decât ca acesta să ajungă în mâinile Asasinilor. Imediat după ce sare, Louis-Joseph Gaultier de La Vérendrye îl împușcă în spate, cu toate că Shay crede că prietenul său cel mai bun, Liam, a făcut-o.
Cormac este salvat de o navă aflată în trecere și dus la New York. Odată ce ajunge acolo, el își folosește abilitățile învățate de la Asasini pentru a curăța orașul de bandele criminale. Acțiunile sale îi atrag atenția lui George Monro, guvernatorul orașului, care îi oferă lui Cormac șansa de a reconstrui orașul. Îndatorat lui Monro, Cormac ajută Armata Britanică în campaniile sale, în special la Bătălia din Golful Quiberon, Asediul din Louisbourg (1758) și alte revolte împotriva francezilor, și descoperă că oamenii lui Achilles îi ajută pe francezi. Monro este dezvăluit ca fiind Templier și, în ciuda trecutului lui Cormac, îi oferă un loc în Ordin. Cormac acceptă, dar Monro este omorât la puțin timp după, în timpul unui asediu asupra unui fort britanic executat de niște indieni abenaki. Cormac este introdus apoi în Ordin de către Marele Maestru Templier, Haytham Kenway.
Cormac îi dezvăluie lui Kenway că Piesele Edenului căutate de Asasini nu sunt folosite ca și arme, ci ca să țină lumea laolaltă, și jură să-și oprească foștii aliați înainte ca aceștia să cauzeze altă catastrofă. Printrele victimele lui Shay este și Adewale, fostul secund al lui Edward Kenway, după ce acesta s-a luptat cu britanicii la Louisbourg. Eforturile sale duc la moarte a mai multor membrii din Frăție, până când mai rămân doar Achilles și Liam. După ce află că cei doi se duc către un templu Precursor, el începe să-i urmărească. Înăuntrul templului, Haytham și Cormac se confruntă cu Achilles și Liam, iar încercările lui Achilles de a evita vărsarea de sânge îl fac pe Liam să distrugă neintenționat Piesa Edenului, cauzând un nou cutremur. În timp ce Haytham îl urmărește pe Achilles, Cormac și Liam se luptă în templu, iar lupta se încheie atunci când Cormac își omoară fostul prieten. El ajunge la Haytham la timp și îl convinge să-l cruțe pe Achilles, spunându-i că mărturia sa îi va opri pe ceilalți Asasini din căutarea celorlalte temple ale Precursorilor. Cu toate acestea, Haytham îl schilodește pe Achilles, împușcându-l în genunchi.
Cu Frăția Asasinilor din America colonială aproape distrusă, Cormac este trimis să localizeze artefactul care a fost folosit pentru a găsi Piesa Edenului, deoarece Achilles l-a înmânat altor Asasini înainte de călătoria sa spre templul Precursor. După douăzeci de ani, Cormac se află la Versailles, unde descoperă că artefactul se află în mâinile lui Charles Dorian. Cormac îl omoară pe Charles și intră în posesia artefactului, făcându-i în ciudă omului muribund că, cu toate că Revoluția Americană s-a terminat cu victoria Templierilor, o nouă revoluție poate schimba lucrurile.
În prezent, jucătorul încheie amintirile lui Cormac. Sub conducerea lui Otso Berg, un lider Templier, ei le încarcă în rețeaua Asasinilor, dezvăluind cât de aproape a fost Achilles Davenport de a distruge lumea. Rezultatul este cel dorit, iar Asasinii sunt aruncați în dizgrație și, precum este arătat în Assassin's Creed Unity, aceștia se răzbună prin accesarea fișierelor Abstergo și distrugerea tuturor mostrelor Precursorilor, precum și prin deteriorarea serverelor. Dorind să fie premiat, jucătorului îi este dat de ales; să se alăture Ordinului Templier sau să moară. Jocul se încheie înainte ca jucătorul să-și facă alegerea.

## Dezvoltare
În martie 2014, un joc Assassin's Creed, cu numele de cod "Comet", a fost dezvăluit a fi în stadiul de dezvoltare, platformele pentru care va fi lansat fiind PlayStation 3 și Xbox 360. Până la finalul lunii, existau detalii cum că "Comet" se va petrece în anul 1758, în New York, și va conține navigare în oceanul Atlantic. Jocul va fi o continuare directă a lui Assassin's Creed IV: Black Flag și va avea ca protagonist un Templier pe nume Shay. Haytham Kenway din Assassin's Creed III și Adewalé din Black Flag vor apărea și ei.
Jocul a fost anunțat oficial pe 5 august 2014. Regizorul Martin Capel a descris jocul ca fiind cel care încheie "seria nord-americană", dar și că jocul îndeplinește unele din cerințele fanilor, precum asumarea rolului unui Templier. Jocul este intenționat a "umple golurile" dintre Assassin's Creed III și Assassin's Creed IV: Black Flag și conține "o legătură crucială" cu evenimentele din jocurile anterioare. Ubisoft Sofia a dezvoltat acest joc în colaborare cu alte studiouri Ubisoft: Singapore, Montreal, Quebec, Chengdu, Milano și București. Ubisoft a declarat că jocul a fost imaginat fără modul multiplayer, dar nu iese din discuție adăugarea vreunui mod după lansarea jocului. O versiune remasterizată a fost lansată pentru PlayStation 4 și Xbox One pe 20 martie 2018.

## Recepție
Assassin's Creed Rogue a primit recenzii mixte spre pozitive, conform și Metacritic. Până la data de 31 decembrie 2014, Ubisoft a vândut, adunat, peste 10 milioane de copii ale jocurilor Assassin's Creed Unity și Assassin's Creed Rogue.
Ray Carsillo de la Electronic Gaming Monthly i-a acordat jocului o notă de 8.5/10, lăudând personajul principal, povestea, noile arme introduse, noul design al misiunilor, misiuni care îi cer jucătorului să prevină asasinări și nu să le execute, spre deosebire de alte titluri Assassin's Creed, precum și mecanicile de luptă îmbunătățite. Cu toate acestea, el a criticat bugurile frecvente, lipsa de rejucare și lipsa includerii unui mod multiplayer. El a concluzionat: "Rogue este o experiență mult mai interesantă decât m-am așteptat. Jocul își pune amprenta pe serie, dar ne și dă detalii importante despre povestea dintre Assassin's Creed III și IV. Servește ca o concluzie perfectă a poveștii Americii coloniale din secolul al 18-lea."
Eurogamer a comparat Rogue cu Assassin's Creed Revelations—jocul care a încheiat povestea lui Ezio Auditore—din cauza concentrării pe formarea personajelor și poveștii relatate în III și Black Flag. Cu toate că unele cadre, arme și mecanici au fost refolosite din jocurile anterioare ale seriei (cadrul orașului New York din III, luptele navale, renovarea clădirilor pentru a câștiga bani, precum și localizarea inamicilor cu ajutorul unui radar, similar fostului mod multiplayer), portretizarea Asasinilor ca personaje negative a fost considerată "o [idee] nouă ce trebuia să apară în mecanicile de luptă ale seriei", din cauza tacticilor folosite de ei în jocurile anterioare (precum folosirea bombelor cu fum și ascunderea); Rogue s-a simțit cel mai "proaspăt" prin explorarea lumii nord-atlantice. Cu toate acestea, misiunile principale au fost notate ca fiind prea scurte, spre deosebire de cele din jocurile anterioare.
Matt Miller de la Game Informer i-a acordat jocului o notă de 8.25/10. El a apreciat varietatea de activități și tipurile de misiuni, noile adăugări și gameplay-ul îmbunătățit, în ciuda asemănării cu cele anterioare. El a criticat sistemul de luptă repetitiv și absența unui mod multiplayer. El a concluzionat: "Rogue este mare, cu multe de explorat și, cu toate că îi lipsește noutatea, oferă destul de multe fanilor fideli." Daniel Bloodworth de la GameTrailers i-a acordat jocului o notă de 7.2/10, lăudând întoarcerea unora dintre personajele seriei Assassin's Creed, mediul și scenele splendide, misiunile interesante, dar criticând personajul principal, misiunile de la începutul jocului, precum și numeroasele buguri. El a concluzionat: "Rogue, în multe feluri, se simte ca o extensie a lui Black Flag, chiar și în meniu, dar asumarea rolului unui Templier și vânarea foștilor camarazi îi aduce un plus."
Daniel Krupa de la IGN i-a acordat jocului o notă de 6.8/10. El a lăudat povestea captivantă, protagonistul nuanțat, atmosfera, dar a criticat lipsa includerii abilităților Templierilor, întâlnirile cu celelalte personaje, misiunile secundare neinspirate, precum și sistemul frustrant de luptă și traversare, el spunând că nu a observat nicio îmbunătățire la acesta. El a criticat jocul și pentru faptul că nu-l încurajează pe jucător să exploreze lumea. Mark Walton de la GameSpot i-a acordat jocului o notă de 6/10, criticând povestea previzibilă, protagonistul antipatic, precum și lipsa unor misiuni interesante. El a spus că se simte ca un DLC al lui Black Flag și că nu a adus nimic nou seriei. Xav de Matos de la Joystiq i-a acordat jocului o notă de 6/10, spunând că: "Assassin's Creed Rogue este, în esență, o clonă a lui Black Flag. Dacă poți să accepți un joc copy-paste la prețul normal, cu siguranță te vei bucura de ceea ce îți oferă Assassin's Creed Rogue."
În decembrie 2015, Game Informer a clasat jocul pe locul șase în ierarhia seriei Assassin's Creed.

### Vânzări
Până la data de 31 decembrie 2014, Ubisoft a vândut, adunat, peste 10 milioane de copii ale jocurilor Assassin's Creed Unity și Assassin's Creed Rogue.